# José Javier Zubillaga Martínez
José Javier Zubillaga Martínez (Logronyo, 12 d'agost de 1959) és un exfutbolista i entrenador de futbol riojà. Com a futbolista ocupava la posició de migcampista.

## Trajectòria
Va militar a les files de la Reial Societat i del RCD Espanyol. Amb els bascos, va guanyar el títol de Lliga 81/82, en el qual només va aparèixer en vuit partits. Va ser suplent durant la resta de la seua estada a la Reial Societat.
Entre 1987 i 1991 juga al RCD Espanyol, tant a Primera com a Segona Divisió.
Després de la seua retirada, ha seguit vinculat al món del futbol, primer dins de l'equip tècnic del CD Logroñés. La temporada 06/07 entrena a la Real Unión de Irun i l'any següent a la UE Lleida.

## Palmarès
- Lliga: 1981-82
- Copa del Rei: 1986-87
- Supercopa espanyola: 1982